# Карлайлска катедрала
Вижте пояснителната страница за други значения на Света Троица.
Карлайлската катедрала, или Катедрала на Карлайл, с пълно име Катедрална църква „Света Троица“ (на английски: Cathedral Church of the Holy and Undivided Trinity), е англикански храм в град Карлайл, графство Къмбрия, Северозападна Англия.
Има статут на катедрална църква, като седалище на англиканския епископ на Карлайл.
Нейният строеж започва през 1123 година като монашеска църква за августинския манастир, основан в Карлайл с разрешението на Хенри I.

## История
През 1123 година в Карлайл е основан манастир от ордена на августините, като клон на римокатолическата църква. През същата година започва изграждането и на монашеската църква от англичанина Athelwold, който става първия игумен на обителта. Десетилетие по-късно, през 1133 година, храмът е издигнат в статус на катедрала и Athelwold става първия епископ на Карлайл (1133 – 1155).
През последващите векове, сградите на църквата и манастирските постройки са регулярно ремонтирани и обновявани.
С Акта за разпускане на манастирите от 1536 година и въздигането на Англиканската църква като официална религия в кралството по времето на Хенри VIII катедралата в Карлайл и другите манастирски храмове в страната започват да се управляват според приетия светски законопроект.
По време на Английската революция през 1640-те години част от кораба на катедралата е разрушен от шотландската презвитерианска армия с цел използване на каменния материал за подсилване на крепостните стени на Карлайлския замък.
В периода 1853 – 1870 години сградата е основно реконструирана от британския архитект Юън Крисчън. В началото на XIX век катедралата е обект на изследователски труд и анализ от художника и архитект от викторианската епоха Робърт Уилям Билингс.

## Архитектура
Предполага се, че монашеската църква е издигната върху основите на по-стар християнски храм, съществувал на същото място. Новата сграда е била изградена в доминиращия по това време нормански архитектурен стил с масивна каменна зидария. За основен материал е използван добиваният в района червен пясъчник. След повече от 800 години, в днешни дни се забелязва, че сградата страда от слягането на почвата, за което свидетелстват образуваните наклони в някои от вертикалните колони.
През XIII век, хорът на катедралата е препостроен в готически стил и по-широк от първоначалния. За нещастие, новата работа е сериозно засегната от пожар избухнал през 1292 година. Реконструкцията е трябвало да се извърши наново. До 1322 година е готова напълно и колонадата с готическите арки заедно с най-източната ниша със сложна ажурна украса. Стъкленият витраж на този най-голям прозорец е монтиран през 1350 година. Несъмнено най-забележителния архитектурен елемент на сградата е източния прозорец. Ажурната му структура е изпълнена в най-сложния от английските готически стилове, наречен – „Flowing Decorated Gothic“. С височина от над 15 метра и ширина от близо 8 метра, това е най-големият и най-богато декориран прозорец от този вид в цяла Англия. Някои части от витража все още съдържат оригиналното средновековно стъкло.
Таванът на хора е изпълнен с дървен цилиндричен свод датиран към XIV век. През 1856 година, той е реставриран и изпълнен с нов стенопис по проект на архитекта Оуен Джоунс.
Храмът е с дължина от 73 метра и ширина от 43 метра. Вътрешната (светла) височина е 22 метра, а височината на кулата е 33,5 метра.

## Галерия
| Изглед от североизток | интериор на централния кораб | интериор на страничен кораб | характерното готическо оребряване на тавана | Главен вход (южен портал) |
| --------------------- | ---------------------------- | --------------------------- | ------------------------------------------- | ------------------------- |
|                       |                              |                             |                                             |                           |